# Vijayapuram
Vijayapuram là một mandal thuộc huyện Chittoor, bang Andhra Pradesh.